# Forstgraben (Kahl)
Der Forstgraben ist ein linker Zufluss der Kahl im Landkreis Aschaffenburg im bayerischen Spessart.

## Geographie

### Verlauf
Der Forstgraben entspringt am Gickelstanz in Mömbris. Er durchfließt den Ort in nordöstliche Richtung und ist teilweise verrohrt. An der Kahlbrücke der Staatsstraße 2305 mündet der Forstgraben in die Kahl.

### Flusssystem Kahl
- Liste der Fließgewässer im Flusssystem Kahl

## Einzelnachweise

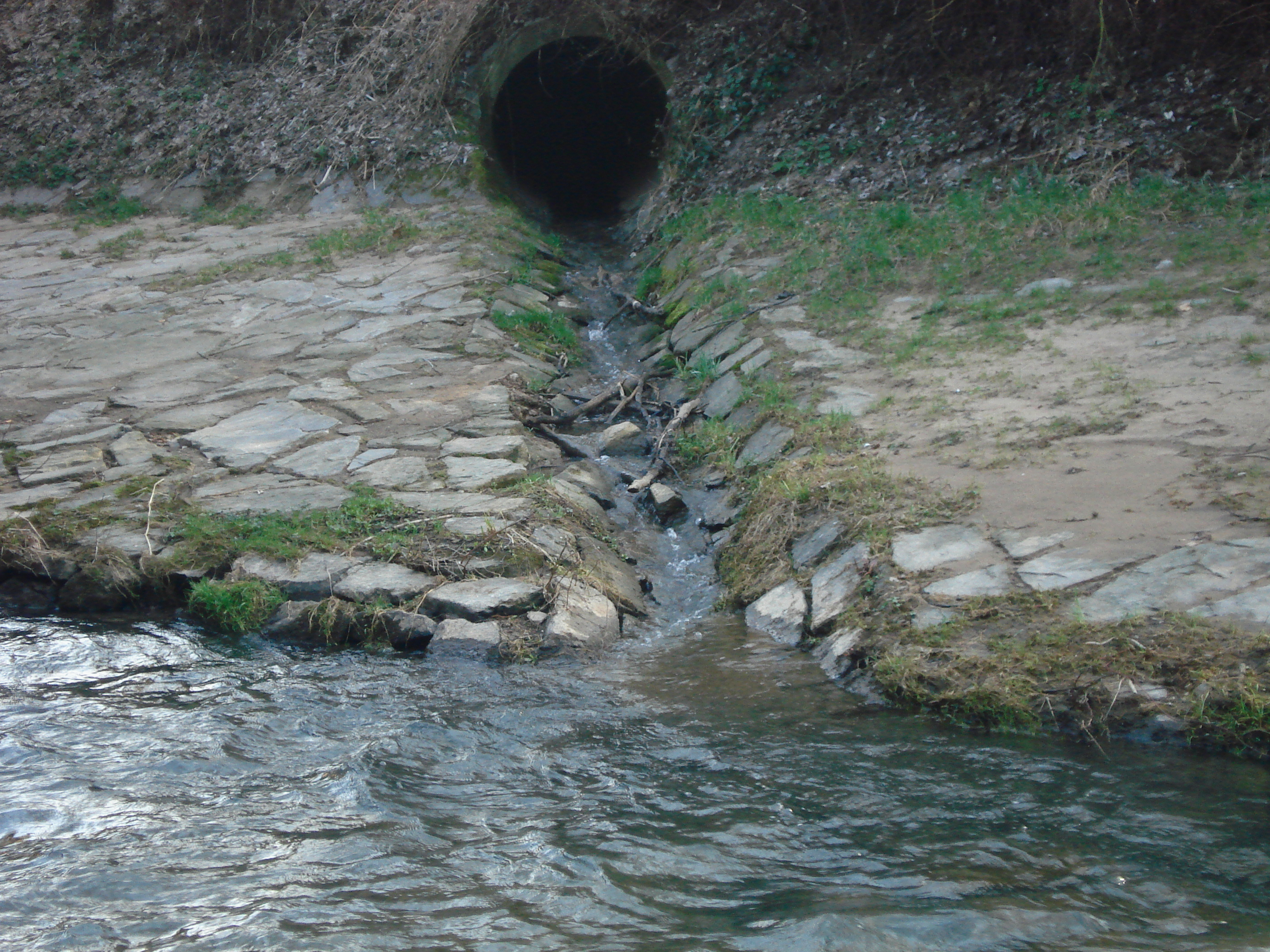
Der Forstgraben mündet in die Kahl